# Джапарідзе Трифон Михайлович
Трифон Михайлович Джапарідзе (груз. ტრიფონ იასონის ძე ჯაფარიძე; (7 (19) листопада 1876 , Khreitid, Шорапанський повітd, Кутаїська губернія  — 1937 , Кутаїсі )) — грузинський громадський діяч,  засновник Кутаїського історико-етнографічного товариства (1911—1921) і перший директор Кутаїського історичного музею (1921—1930).

## Біографія
Народився 7 (19) листопада 1876 року в селі Хреїті, Шорапанського повіту Кутаїської губернії в родині збіднілого дворянина Михайла Джапарідзе і його дружини Пелагії Чічінадзе, доньки священика протоієрея Алексія Чічінадзе.
В 1891 році закінчив Кутаїське духовне училище, у 1898 році — Тифліську духовну семінарію, а в 1902 році — Київську духовну академію зі ступенем кандидата богослов'я. У роки навчання в Київській духовній академії, був обраний одним з керівників грузинського земляцтва в Києві та на засіданнях товариства прочитав ряд підготовлених ним лекцій на актуальні теми. У церковному акедемічному музеї під керівництвом професора Петрова займався вивченням музейної справи, історією та церковної археологією. У науково-історичному товаристві імені Нестора Літописця регулярно слухав доповіді на історичну тематику.
В 1902 році був визначений викладачем в Кутаїської жіноче єпархіальне училище.
У 1903 році одружився з Ольгою Кубанеїшвілі, дочкою єпископа Кутаїського Нестора (Кубанеїшвілі), випускницею Закладу святої Ніно, яка володіла кількома іноземними мовами. В сім'ї пізніше народилося вісім дітей.
У 1903 році призначений інспектором Ставропольської духовної семінарії, а в 1904 році — викладачем до Чернігівського духовного училища.
В 1905 році, в зв'язку з сімейними труднощами, написав звернення про переведення його до Кутаїсі у зв'язку з чим був призначений інспектором Кутаїського духовного училища.
У 1905 році виконуючим обов'язки губернатора Кутаїської губернії був призначений Володимир Старосільський (учасник революційного руху, пізніше — більшовик). Під його керівництвом у Кутаїсі був створений Союз і бюро революційно налаштованих вчителів, в числі сімох активістів виявився і Трифон Джапарідзе. Організацію було викрито, а її члени зазнали покарання — Трифон був направлений з пониженням на посаду викладача до міста Пінська. Повернення в Кутаїсі відбулося лише в 1908 році, коли йому знову дозволили викладати в Кутаїському жіночому єпархіальному училищі і Кутаїської грузинської гімназії.
У 1910 році він був призначений інспектором до жіночого училища імені Гаврила в Імеретинській єпархії. В 1917 році училище було перетворено на гімназію і Трифон Джапарідзе отримав посаду директора гімназії.
В 1917 році був створений Кутаїський виконком у складі якого Трифон брав активну участь, захищаючи пам'ятки історії та культури, яким загрожувало руйнування або знищення.
З 1911 по 1921 рік був головою правління Історико-етнографічного товариства Грузії, збираючи матеріали для історичного музею. Читав лекції в Кутаїському народному університеті, а пізніше на краєзнавчому факультеті Кутаїського педагогічного інституту імені Акакія Цулукідзе.
З 1921 по 1930 рік був першим директором новоствореного Кутаїського історико-етнографічного музею. 1923 року врятував від знищення, сховавши в музеї від членів так званого «Союзу войовничих безбожників», останки (мощі) братів Мхеїдзе, героїчно загиблих у боротьбі з арабськими загарбниками.
У 1937 році був заарештований. Слідство цікавилося його зв'язками з Еквтиме Такаїшвілі та Ніко Ніколадзе. Можливо, на нього впливали силовими методами, оскільки він помер у тюремній лікарні. 26 грудня 1956 року Верховний суд СРСР, на прохання дітей репресованого Акакія (Како) і Римми Джапарідзе, переглянув справу та постановив: «Справа про притягнення до відповідальності Джапарідзе Трифона Михайловича за статтями 58.10 і 58.11 Кримінального кодексу Грузинської РСР припинити за відсутністю в його діях складу злочину».

## Творчість
В 1904 році в Ставрополі окремим виданням було опубліковано працю Т. М. Джапарідзе на здобуття наукового ступеня кандидата історичних наук — «Вплив християнства на положення рабів в Римській державі».
Регулярно публікувався в національно-демократичній газеті «Колхіда» (в різні роки виходила з назвами — «Імереті», «Ахалі Іверія» («Нова Іверія»), «Самшобло» («Батьківщина»), «Чвені квекана» («Наша країна»)), яку заснувала в 1909 році група кутаїської інтелігенції. В 1917 році Трифоном Джапарідзе в «Чвени квекана» («Наша країна») була опублікована стаття про безчинства російських екхархів в Грузії, грабували грузинські храми і знищували грузинську культурну спадщину. На початку своєї статті він посилався на такі ж висновки, зроблені російським дослідником Миколою Дурново, автора праці «Долі Грузинської церкви», який друкувався в газеті «Російський стяг» з січня по травень 1908 року. Також у газеті «Колхіда» публікувалися Дімітрі Узнадзе, Кіта Абашіде, Сілован Хундадзе, Григол Гвелесіані, друкувалися твори Акакія Церетелі, Ніко Лордкіпанідзе, Дуту Мегрелі.